# Dovhe Pole, Dubno
Dovhe Pole (în ucraineană Довге Поле) este un sat în comuna Semîdubî din raionul Dubno, regiunea Rivne, Ucraina.

## Demografie
Componența lingvistică a localității Dovhe Pole
     Ucraineană (99,28%)
     Alte limbi (0,72%)
Conform recensământului din 2001, majoritatea populației localității Dovhe Pole era vorbitoare de ucraineană (99,28%), existând în minoritate și vorbitori de alte limbi.